# 鐵達尼號音樂家

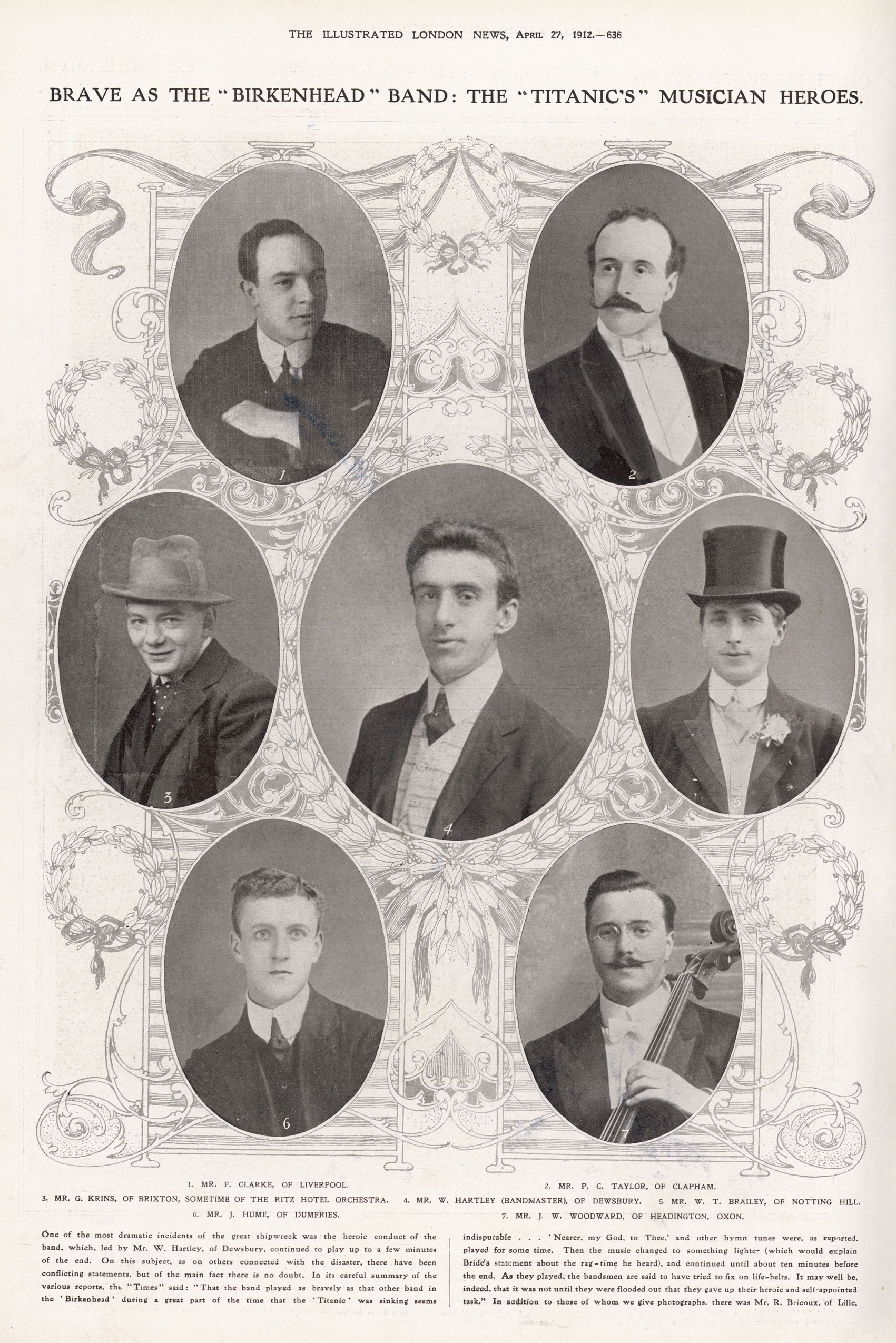
泰坦尼克号乐團團员，
上：克拉克、泰勒；中：克林斯、赫特利、布莱利；下：休姆、伍德沃德

泰坦尼克号音乐家為1912年泰坦尼克号沉没事故中遇难的隨船樂師。他们在船上坚持演奏，以安抚乘客，最后全员随船沉没。他们皆以其无畏的举动得到人们认可。

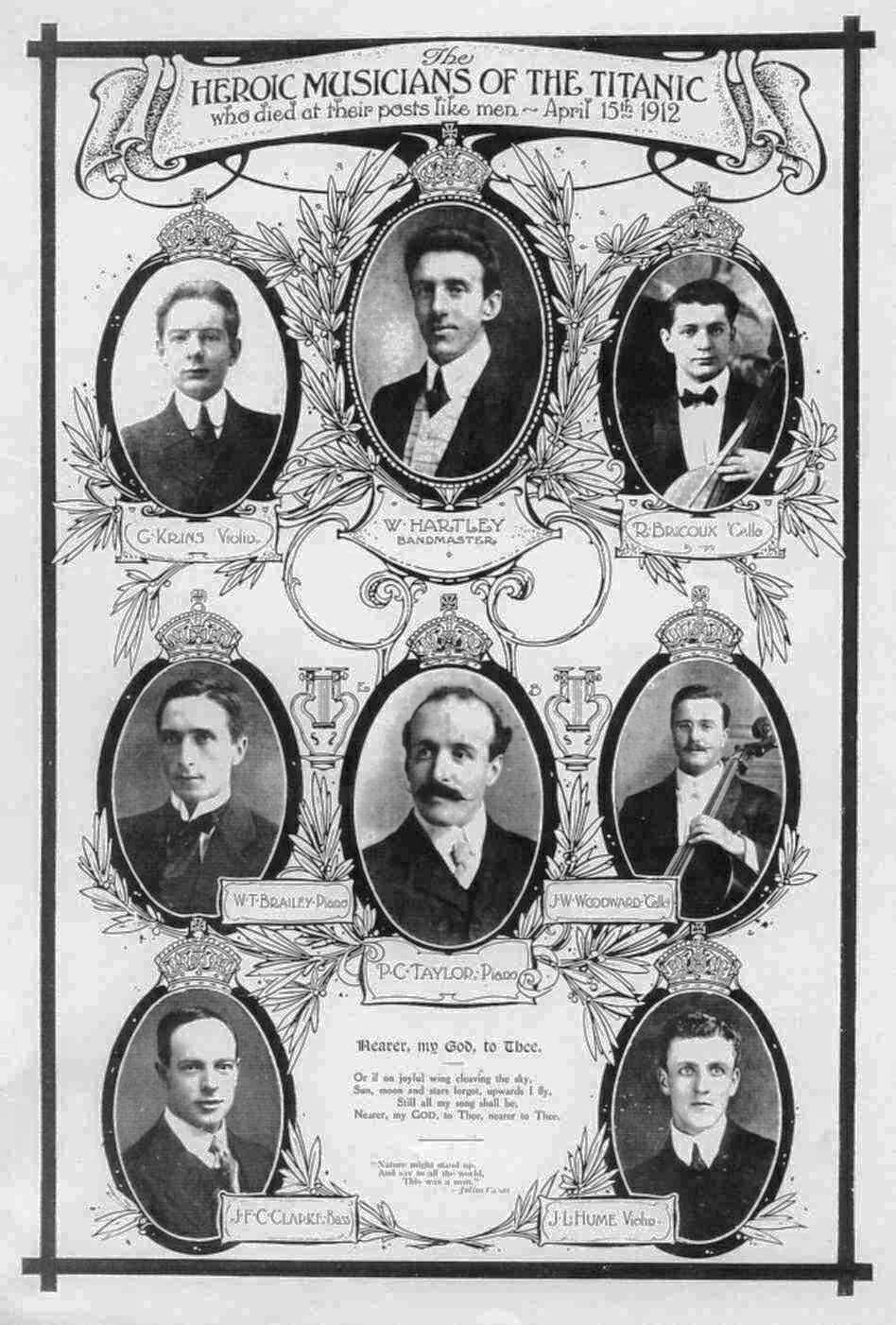
泰坦尼克号乐队成员

## 背景
泰坦尼克号上共有八位音乐家，分属于一个三重奏乐队及一个五重奏乐队。皆由利物浦的C.W. & F.N. Black公司与白星航運签约，但他们并不在白星航运的工资单上。在当时，C.W. & F.N. Black公司向几乎所有的英国航线上派遣音乐家。乐队成员于南安普敦以二等舱乘客身份登船。直到船只沉没当晚，两支乐队都是单独演奏，一个是小提琴家華萊士·亨利·赫特利領銜的五重奏樂隊，在下午茶、晚餐後的音樂會和禮拜服務等時段演奏。另一個是喬治·亞歷山大·克林斯領銜的三重奏樂隊，在接待區、Café Parisien咖啡廳和À La Carte餐廳演奏。

泰坦尼克号撞击到冰山，开始沉没之后，赫特利及其乐队成员开始奏乐以安抚登艇中的乘客。许多幸存者称乐队一直演奏到最后一刻。一位二等舱乘客说道：
那一晚发生了许多勇敢无畏的事情，但没有人比那些随着船只缓缓沉没仍在继续演奏的人们更勇敢。他们演奏的音乐就如自己不朽的安魂曲一样，他们有权名垂青史。

## 音乐家列表
| 姓名                                                        | 年齡 | 居住地                     | 国籍   | 演奏位置           | 遺體下落 |
| ----------------------------------------------------------- | ---- | -------------------------- | ------ | ------------------ | -------- |
| 威廉·西奧多·羅納德·布萊利 William Theodore Ronald Brailey   | 24歲 | 倫敦                       | 英格兰 | 鋼琴手             |          |
| 羅傑·馬利·貝克斯 Roger Marie Bricoux                        | 20歲 | 涅夫勒省羅亞爾河畔科訥庫爾 | 法兰西 | 大提琴手           |          |
| 約翰·范德瑞克·普雷斯頓·克拉克 John Frederick Preston Clarke | 30歲 | 默西賽德郡利物浦           | 英格兰 | 低音小提琴手       | 202号MB  |
| 華萊士·亨利·赫特利 Wallace Henry Hartley                    | 33歲 | 蘭開夏郡科爾內             | 英格兰 | 樂隊指揮／小提琴手 | 224号MB  |
| 約翰·羅·休姆 John Law Hume                                  | 21歲 | 丹佛里斯-蓋洛威鄧弗里斯    | 苏格兰 | 小提琴手           | 193号MB  |
| 喬治·亞歷山大·克林斯 Georges Alexandre Krins                | 23歲 | 倫敦                       | 英格兰 | 小提琴手           |          |
| 波西·科尼利厄斯·泰勒 Percy Cornelius Taylor                 | 32歲 | 倫敦                       | 英格兰 | 大提琴手           |          |
| 約翰·韋斯利·伍德沃德 John Wesley Woodward                   | 32歲 | 牛津郡牛津                 | 英格兰 | 大提琴手           |          |

### 西奥多·罗纳德·布莱利
西奥多·罗纳德·布莱利（英語：Theodore Ronald Brailey，1887年10月25日–1912年4月15日）是泰坦尼克号首航中的一位英格兰钢琴师。出生于埃塞克斯郡的沃爾瑟姆斯托。其父亲为威廉·「罗纳德」·布莱利，一位当时知名的唯心主义者。他在学校中学习钢琴，且第一份工作就是在一家当地旅馆里弹琴。
1902年，他加入了兰开夏燧发枪步兵团，并签约在军中做12年钢琴手。他驻扎在巴巴多斯，但却在1907年就早早辞去了此工作，并返回伦敦居住。1911年，他开始上船演出。首次演出是在莎索尼亚号上，1912年，他开始于卡柏菲亚号演奏，在此期间他遇到了法国大提琴羅傑·馬利·貝克斯。两人又同登上白星航運的泰坦尼克号。布莱利于1912年4月10日在英国南安普敦登船，船票号码为250654，这也是所有乐队成员的船票编号。他搭乘的是二等舱。
布莱利去世时为24岁，其遗体未能找到。

### 罗杰·马利·贝克斯
罗杰·马利·贝克斯（法語：Roger Marie Bricoux，1891年6月1日–1912年4月15日）是泰坦尼克号首航中的一位法兰西大提琴手。在泰坦尼克号沉没事故中罹难。
罗杰出生于法国卢瓦尔河畔科讷库尔。是一位音乐家的孩子。在其很小的时候，全家搬迁到了摩纳哥。他曾在意大利多所天主教学校上学。在学习期间，他首次加入管弦樂團，还赢得博洛尼亚音乐学院的音乐能力奖项。继巴黎音乐学院学成之后，他搬到了英格兰，并加入利兹一个旅店的管弦乐团。1911年末，他搬到了法国里尔，游历了城内许多地点。
在登上泰坦尼克号演奏之前，他曾与钢琴手西奥多·罗纳德·布莱利一同在卡纳德邮轮的卡柏菲亚号上演奏。1912年4月10日，他于英国南安普敦登上泰坦尼克号。其船票编号为250654，这也是所有乐队成员的船票编号。其船舱为二等舱，此外，他也是泰坦尼克号上唯一一位法国音乐家。
贝克思罹难时年仅20岁，其遗体未能找到。
1913年其失踪之后，法國陸軍宣称他为“逃兵”。直至2000年，才在Française du Titanic协会等努力之下，被法国登记为死亡。2000年11月2日，该协会在卢瓦尔河畔科讷库尔树立了一块牌匾，用以纪念贝克思。

### 华莱士·亨利·赫特利
华莱士·亨利·赫特利（英語：Wallace Henry Hartley，1878年6月2日–1912年4月15日）是一位英国小提琴手。也是泰坦尼克号的乐队领队。于泰坦尼克号沉没事故中罹难。其遗体由麥凱-貝內特號发现打捞。

### 約翰·羅·休姆
約翰·羅·休姆（英語：John Law Hume，1890年8月9日–1912年4月15日）是泰坦尼克号首航中的一位苏格兰小提琴手。在泰坦尼克号沉没事故中遇难。
在登上泰坦尼克号演奏之前，他至少还曾在其他五艘船只上演奏过。因其作为音乐家的良好声誉，而被招纳参加首航。
休姆于1912年4月10日在英国南安普敦登船，船票号码为250654，这也是所有乐队成员的船票编号。他搭乘的是二等舱。
休姆遇难时年龄为21岁，此时他还不知道自己的未婚妻Mary Costin已经怀有他的孩子。其遗体最终为麥凱-貝內特號发现。并于1912年5月8日埋葬在加拿大哈利法克斯的锦绣公墓。在邓弗里斯Dock公园一块纪念休姆及三等舱服务员托马斯·穆林的纪念碑上写道：

请记住乐队成员約翰·羅·休姆及三等舱服务员托马斯·穆林，在1912年4月14日白星航运泰塔尼克号于大西洋中央沉没时失去生命的本地人。他们坚守在自己的位置上死去。

### 喬治·亞歷山大·克林斯
喬治·亞歷山大·克林斯（英語：Georges Alexandre Krins，1889年3月18日–1912年4月15日）是泰坦尼克首航中队一位比利时小提琴手。在泰坦尼克号沉没事故中遇难。
克林斯一家来自于比利时，在他出生后不久，一家就迁回了斯帕镇。起初在斯帕音乐学院学习，后来又前往列日的皇家音乐学院深造。一直从1902年10月30日至1908年其获得小提琴一等奖。
克林斯本希望可以参军，但被其父母说服。他在父亲的商店中干活，并在当地斯帕演奏。1910年，他搬到巴黎，任Le Trianon Lyrique乐队的首席小提琴手。后来到伦敦，在伦敦丽兹酒店演奏了两年，一直到1912年3月。他住在布里克斯頓，担任着Trio String Orchestra的乐队指挥，在Café Français咖啡馆附近演奏。这使其被利物浦CW & FN Black招募，并在泰坦尼克号上演奏。
克林斯于1912年4月10日在英国南安普敦登船，船票号码为250654，这也是所有乐队成员的船票编号，他搭乘的是二等舱。此外，他也是船上唯一一位比利时音乐家。在泰坦尼克号撞上冰山开始下沉之后，克林斯及其他乐队成员聚集在头等舱休息室，开始演奏音乐安抚乘客。随后他们又来到甲板前半段，在船组成员撤离乘客时继续演奏。克林斯逝世时为23岁，其遗体未能找到。

## 纪念建筑

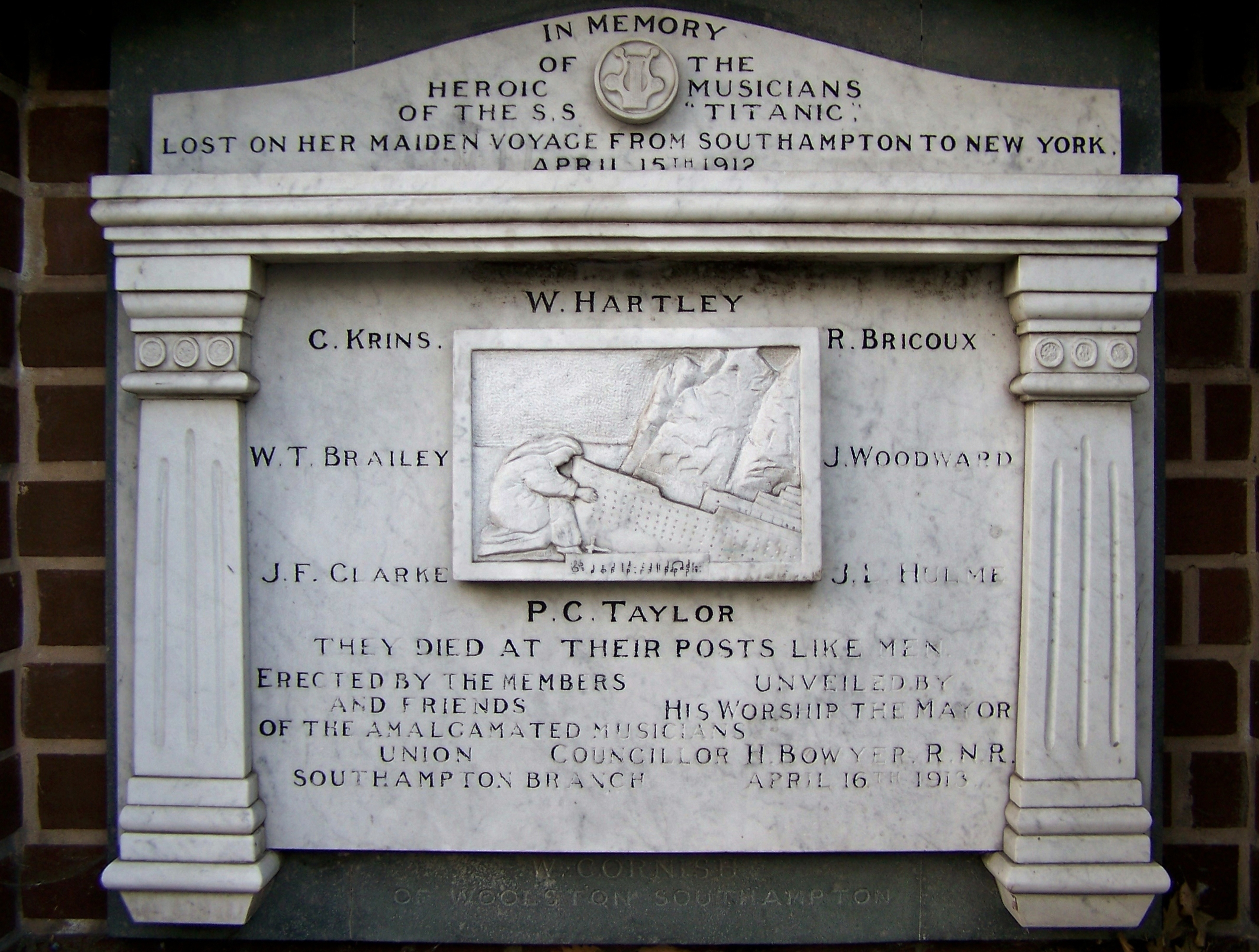
鐵達尼號音樂家紀念碑
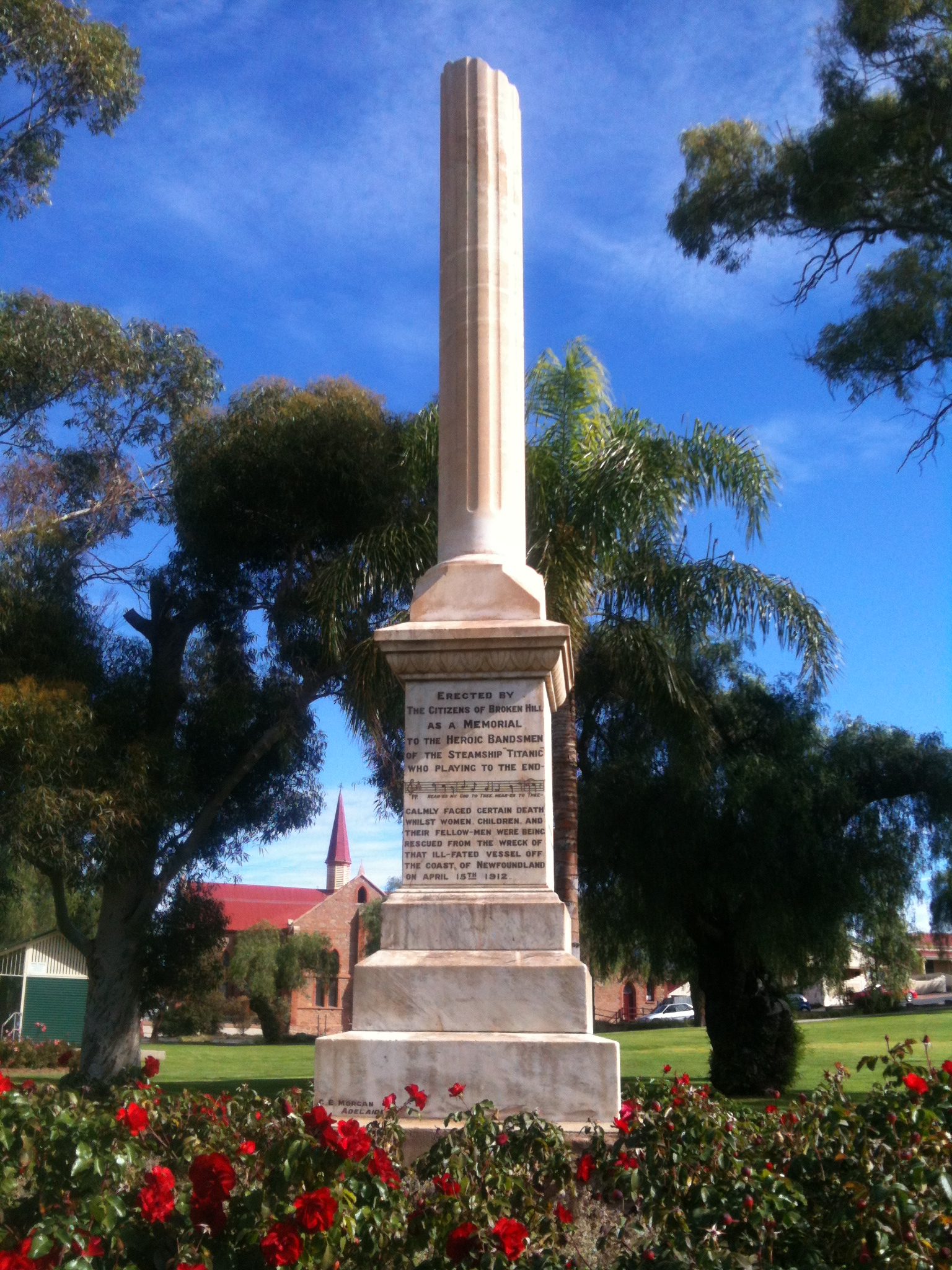
布罗肯希尔的泰坦尼克号乐队纪念碑，建于1913年
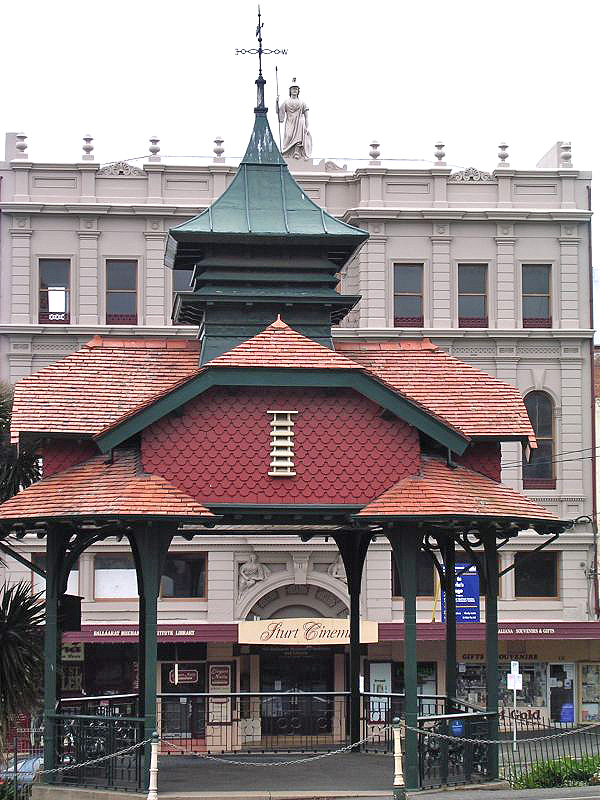
巴拉瑞特的泰坦尼克号纪念演奏台，建于1915年

### 脚注
1. ↑  Turner, Steve. . Thomas Nelson. 2011  [2018-12-21]. ISBN 9781595552198. （原始内容存档于2020-11-12）.
2. ↑  . Titanic-Titanic.com.   [2007-07-31]. （原始内容存档于2007-07-15）.
3. 1 2 3 4 5 6 7 8  Kopstein, Jack. . worldmilitarybands.com. 2011  [2011-06-06]. （原始内容存档于2013-01-05）.
4. ↑  Kopstein, Jack. . World Military Bands. 2011  [2011-06-06]. （原始内容存档于2013-01-05）.
5. 1 2 3 4 5  . Encyclopaedia Titanica. 2011  [2011-06-06]. （原始内容存档于2020-06-13）.
6. ↑  Steve Turner 2011，第62頁
7. ↑  Steve Turner 2011，第60頁
8. ↑  Steve Turner 2011，第63頁
9. ↑  Steve Turner 2011，第65頁
10. ↑  Steve Turner 2011，第68頁
11. ↑  Whitfield, Geoff & Mendez, Olivier. . Encyclopedia Titanica. 2011  [2011-06-05]. （原始内容存档于2021-01-17）.
12. ↑  . titanicsite.kit.net. 2007  [2011-06-06]. （原始内容存档于2018-02-28）.
13. ↑  . Ancestry.co.uk. 2011  [2011-06-06]. （原始内容存档于2011-09-28）.
14. ↑  Ancestry.co.uk. . boards.ancestry.co.uk. 2011  [2011-06-05]. （原始内容存档于2011-09-28）. 1 June 1891
15. 1 2  Titanic-Titanic. . titanic-titanic.com. 2011  [2011-06-06]. （原始内容存档于2015-12-08）. rue de Donzy
16. ↑  Steve Turner 2011，第50頁
17. ↑  Steve Turner 2011，第51頁
18. 1 2 3 4  Sha're. . titanic.superforum.fr. 2011  [2011-06-06]. （原始内容存档于2021-02-27）.
19. ↑  Steve Turner 2011，第52頁
20. ↑  Whitfield,  Geoff & Mendez, Olivier. . encyclopedia-titanica.org. 2011  [2011-06-05]. （原始内容存档于2021-01-17）.
21. ↑  titanicsite. . titanicsite.kit.net. 2007  [2011-06-06]. （原始内容存档于2018-02-28）.
22. 1 2  Mendez, Olivier. . encyclopedia-titanica.org. 2011  [2011-06-05]. （原始内容存档于2020-09-30）. On November 2nd 2000, the Association Francaise du Titanic unveiled a memorial plaque in memory of Roger Bricoux in Cosne-sur-Loire, the city where he was born on June 1st 1891. In 1913, Roger had been considered a desertor by the French army, and it was not before 2000, thanks to the AFT's work, that he was officially registered as... dead.
23. ↑  . News Wiltshire. BBC. 2013-03-15  [2013-03-16]. （原始内容存档于2018-06-06）.
24. 1 2  Ancestry.com. . homepages.rootsweb.ancestry.com. 2011  [2011-06-06]. （原始内容存档于2018-02-28）.
25. 1 2  Blackmore, David. . Norwich Evening News. 2011  [2011-06-06]. （原始内容存档于2016-08-15）. He played on at least five ships before the Titanic and he was put forward to play on the ship because they really wanted to cream of the crop to play for passengers. It was such a famous ship and the largest liner at the time and that's what made John really want to be on its maiden voyage.
26. 1 2 3 4 5  Encyclopedia Titanica. . encyclopedia-titanica.org. 2011  [2011-06-06]. （原始内容存档于2020-11-12）.
27. 1 2  Titanic Remembered. . maritime.elettra.co.uk. 2011  [2011-06-06]. （原始内容存档于2012-03-24）. in grave 193
28. ↑  Ancestry.com. . boards.ancestry.com. 2011  [2011-06-06]. （原始内容存档于2012-03-19）. Burial:Fairview Lawn Cemetery, Halifax, Nova Scotia, Canada on Friday 3rd May 1912
29. ↑  Titanic-Titanic.com. . titanic-titanic.com. 2011  [2011-06-06]. （原始内容存档于2018-03-03）.
30. 1 2 3 4 5  Encyclopedia Titanica. . encyclopedia-titanica.org. 2011  [2011-06-06]. （原始内容存档于2020-06-14）.
31. ↑  Liverpool Echo. . encyclopedia-titanica.org. 2011  [2011-06-06]. （原始内容存档于2020-06-10）.
32. ↑  Passenger 47. . hostmybb.com. 2011  [2011-06-06]. （原始内容存档于2015-06-10）.

### 书籍
- Hume, Yvonne & Hume, John Law & Dean, Millvina (Foreword).  hardcover.   [2019-05-10]. ISBN 9781840335217. （原始内容存档于2015-12-11）. Yvonne Hume is John Law "Jock" Hume's great niece.
- Turner, Steve（英语：Steve Turner (writer)）. . Thomas Nelson Inc. 2011-03-22  [2018-12-21]. ISBN 9781595552198. （原始内容存档于2020-11-12）.
- Ward, Christopher. . London: Hodder and Stoughton. 2011. ISBN 9781444707977. Christopher Ward is John "Jock" Law Hume's grandson.